# Sjaak Troost
Jacob "Sjaak" Troost (Pernis, 28 de agosto de 1959) é um ex-futebolista neerlandês que atuava como zagueiro.
Jogou toda sua carreira no Feyenoord, entre 1978 e 1992. Em 14 anos como jogador profissional, disputou 397 jogos oficiais pelo clube de Roterdão (325 pelo Campeonato Holandês) e 5 gols marcados. Após encerrar a carreira, virou diretor comercial do Feyenoord.
Vestiu também a camisa da Seleção Holandesa, pela qual estreou em 1987. Integrou o elenco que disputou a Eurocopa de 1988, como reserva, não disputando nenhum jogo. Troost disputou apenas 4 jogos pela Laranja Mecânica, não marcando nenhum gol.

## Links
- Sjaak Troost em National-Football-Teams.com